# Said Musa
Said Wilbert Musa (ur. 19 marca 1944 w San Ignacio) – belizeński polityk i prawnik, lider Zjednoczonej Partii Ludowej, długoletni parlamentarzysta z okręgu Fort George, minister, premier Belize w latach 1998–2008.

## Życiorys

### Młodość i wykształcenie
Urodził się w San Ignacio w ówczesnym Hondurasie Brytyjskim, jako jedno z czworga dzieci Hamida i Aurory Musa. Po ukończeniu szkoły średniej wyjechał na studia do Wielkiej Brytanii, gdzie ukończył prawo na Uniwersytecie w Manchesterze. W 1967 wrócił do kraju, gdzie pracował jako prawnik jednocześnie aktywnie uczestnicząc w dążeniu do niepodległości Belize.

### Kariera polityczna
Od 1974 jest członkiem Zjednoczonej Partii Ludowej Belize, z ramienia której był senatorem w latach 1974–1979. W latach 1979–1984 był posłem do niższej izby belizeńskiego parlamentu (z okręgu wyborczego Fort George), po zwycięstwie w wyborach w 1979, a także wszedł do rządu George’a Cadle’a Price’a jako minister sprawiedliwości oraz prokurator generalny. W 1984 jedyny raz przegrał wybory parlamentarne z kandydatem Zjednoczonej Partii Demokratycznej – Deanem Lindo.
W 1989 powrócił do parlamentu i od tego czasu, sześć razy z rzędu, wygrywał wszystkie wybory parlamentarne w okręgu wyborczym Fort George (1993, 1998, 2003, 2008 i 2012).
W latach 1989–1993 pełnił funkcję ministra spraw zagranicznych, edukacji i sportu w kolejnym rządzie George’a Cadle’a Price’a.
W latach 1996–2008 był przewodniczącym Zjednoczonej Partii Ludowej, a od 28 sierpnia 1998 do 8 lutego 2008 był premierem kraju – pierwszym w krótkiej historii kraju, który pełnił ten urząd przez dwie kadencje. Po przegranej w wyborach w 2008 zrezygnował z przywództwa partii, powrócił również do kariery prawniczej, jednocześnie cały czas pozostając posłem do parlamentu i czynnym politykiem.
W 2013 jego dom został ostrzelany przez nieznanych sprawców. W 2015 pojawiły się naciski na Musę, ze strony niektórych polityków Zjednoczonej Partii Ludowej, by nie startował w kolejnych wyborach. Weteran belizeńskiej polityki nie zamierza jednak udawać się na emeryturę.

## Życie prywatne
Żonaty z Joan, z którą ma syna Yassera (ur. 1970) – belizeńskiego artystę i nauczyciela.